# ONE (漫画家)
ONE（ワン、1986年10月29日 - ）は、日本の漫画家。新潟県生まれ、埼玉県鴻巣市出身。男性。

## 来歴
物静かな少年時代を送り、祖父母の家のある新潟県までの帰省の際、暇つぶしのため親に買ってもらい読んでいたクレヨンしんちゃんの影響で漫画を描き始める。
大学時代から個人サイトでWeb漫画を公開していた。当初はアナログで描いた漫画を携帯電話で撮影して掲載していたという。一度だけギャグ漫画を週刊少年ジャンプ編集部に持ち込んだこともある。アシスタント経験などは無く、模写もしたことはない。なお、当時の作品に『太陽マン』『テニスプレイヤー龍』等があるが詳細不明。
2009年7月、ComicStudioの練習のためにウェブコミック投稿サイト「新都社」にて『ワンパンマン』の読み切り版を描いたところヒットしたため連載開始。その後、活動方針により『ワンパンマン』を新都社から登録解除、個人サイトでの掲載に変更した。個人サイトには2015年12月現在、1日10万回を超えるアクセスがあり、累計7000万人以上が訪れている。
2012年4月、小学館の『裏サンデー』にて『モブサイコ100』を連載開始。正式な漫画家デビューとなる。
2012年6月、集英社の『となりのヤングジャンプ』にて『魔界のオッサン』を連載開始。また同サイトにて村田雄介の作画による『ワンパンマン』のリメイク版も連載開始。
2015年には『ワンパンマン』が、翌2016年には『モブサイコ100』がテレビアニメとして放送された（『モブサイコ100』は2019年1月から4月まで2期を放送。『ワンパンマン』は2019年4月から2期を放送。）。
2017年1月23日、『モブサイコ100』で第62回小学館漫画賞（少年向け部門）受賞。2025年5月には原作を務めている『バーサス』が第49回講談社漫画賞少年部門を受賞。

## 作品リスト

### 連載
- ワンパンマン（2009年 - 継続中）
  - ワンパンマン[7]（作画：村田雄介、『となりのヤングジャンプ』 2012年6月14日 - 連載中、集英社） ※リメイク版。
- モブサイコ100（『裏サンデー』 2012年4月18日 - 2017年12月22日、小学館）
- 魔界のオッサン（『となりのヤングジャンプ』 2012年6月14日 - 2013年6月15日 - 以降不定期連載、集英社）
- REIGEN 〜霊級値MAX131の男〜（『裏サンデー』 2019年2月19日にて単行本化、小学館） ※モブサイコ100のスピンオフ作品。
- バーサス（作画：あずま京太郎、『月刊少年シリウス』 2023年1月号[8] - 連載中、講談社）
- バグエゴ（作画：設楽清人、『ヤングジャンプダイイチワ』[9]2023年 - 2024年→『ウルトラジャンプ』2024年11月号[10] - 連載中） - 第1話のみ[11]→連載化[12]

### 読切
- 弾丸天使ファンクラブ（作画：村田雄介、『ミラクルジャンプ』No.8、57p）
- 怒涛の勇者達（作画：村田雄介、『週刊ヤングジャンプ』2012年6・7合併号、19p）
- ゴキブリバスター（作画：村田雄介、『ヤングガンガン』2015年No.7、31p）

## 外部サイト
- ワンパンマン - 本人によるサイト